# Sante Vincenzi
Sante Vincenzi (Parma, 6 agosto 1895 – Bologna, 21 aprile 1945) è stato un partigiano italiano, meccanico, decorato della medaglia d'oro al valor militare alla memoria.

## Biografia
Nacque a Parma nel 1895 da Marino Vincenzi ma risiedette a Reggio Emilia. A causa del suo dichiarato comunismo e antifascismo fu arrestato diverse volte e più volte condannato a varie pene detentive e di confino con l'accusa di aver ricostituito il Partito Comunista Italiano.
Dal 1937, anno in cui ricevette l'ultima condanna al confino, riacquistò la libertà dopo la caduta del Fascismo nell'agosto del 1943.
Dopo l'armistizio dell'8 settembre 1943 Vincenzi entrò nella Resistenza, operando nel Comando unico militare dell'Emilia-Romagna (CUMER). Con il nome di battaglia di "Mario" svolse il compito di ufficiale di collegamento tra le brigate della divisione Garibaldi "Bologna".
Tra febbraio e marzo del 1945 fu inviato in missione nel Sud dell'Italia presso il CLN nazionale.
Il 20 aprile 1945, alla vigilia dell'insurrezione, fu catturato dai fascisti, insieme a Giuseppe Bentivogli, in piazza Trento e Trieste a Bologna, ed entrambi furono torturati e fucilati nella stessa notte.
I corpi di Vincenzi e di Bentivogli furono ritrovati il giorno dopo nell'attuale via Caravaggio. La loro morte fu annunciata il 21 aprile 1945 con un manifesto del Partito Socialista Italiano di Bologna e il 23 aprile con un altro manifesto della Camera del lavoro della provincia di Bologna.
Nello stesso anno gli fu conferita la medaglia d'oro al valor militare alla memoria.

## Riconoscimenti e dediche
Alla memoria di Sante Vincenzi sono state intitolate vie nelle città di Parma, Reggio Emilia e Bologna.